# 瑞寶 (滿洲)
瑞寶（？—？），满州人，清朝政治人物。进士出身。
道光二十六年（1846年），擔任清朝廣州府南海縣知縣。后由文晟接任。